# Bitwa na Rowinie
Bitwa na Rowinie – starcie zbrojne, które miało miejsce 17 maja 1395 r. w trakcie najazdów tureckich na ziemie chrześcijan.
W roku 1395 armia turecka sułtana Bajazyda I Błyskawicy oraz oddziały książąt serbskich i greckich, wasali sułtańskich, przekroczyły Dunaj i ruszyły na Wołoszczyznę. Wśród wasali był Stefan IV Lazarević, a także Konstantin Dragaš i Marko Mrnjavčević. Na równinie zwanej Rowina doszło do zaciętej bitwy z oddziałami wołoskimi, prowadzonymi przez hospodara wołoskiego Mirczę Starego. W bitwie przewagę mieli Wołosi, i choć nie przyniosła decydującego rozstrzygnięcia, pozwoliła im obronić ziemie na północ od Dunaju, za który wycofał się sułtan.
Historycy, którzy uważają bitwę za wygraną chrześcijan, zauważają, że kampania 1395 i tak była dla Turków udana, bo zajęli oni całą Bułgarię, a ziemie książąt serbskich, poległych na Rowinie (Konstantyna i Marka), przejęli w bezpośrednie władanie, tworząc z nich jedną prowincję imperium osmańskiego.